# Kanton Reichensachsen
Der Kanton Reichensachsen war eine Verwaltungseinheit im Distrikt Eschwege des Departements der Werra im napoleonischen Königreich Westphalen. Hauptort des Kantons und Sitz des Friedensgerichts war der Ort Reichensachsen im heutigen hessischen Werra-Meißner-Kreis.
Der Kanton umfasste 12 Dörfer:
- Reichensachsen
- Vogelsburg[1], Hoheneiche, Oetmannshausen
- Wichmannshausen, Datterpfeife, Röhrda, Lautenbach[2]
- Harmuthshausen, Datterode, Langenhain, Grandenborn